# Street workout
Street workout (укр. Вуличне тренування) — це масовий рух, заснований на заняттях фізичною культурою із застосуванням тренувального обладнання в громадських об'єктах, таких як шкільні двори, парки, спортивні майданчики в міській забудові. Включає тренування на турніку, брусах, яке відбувається на свіжому повітрі.

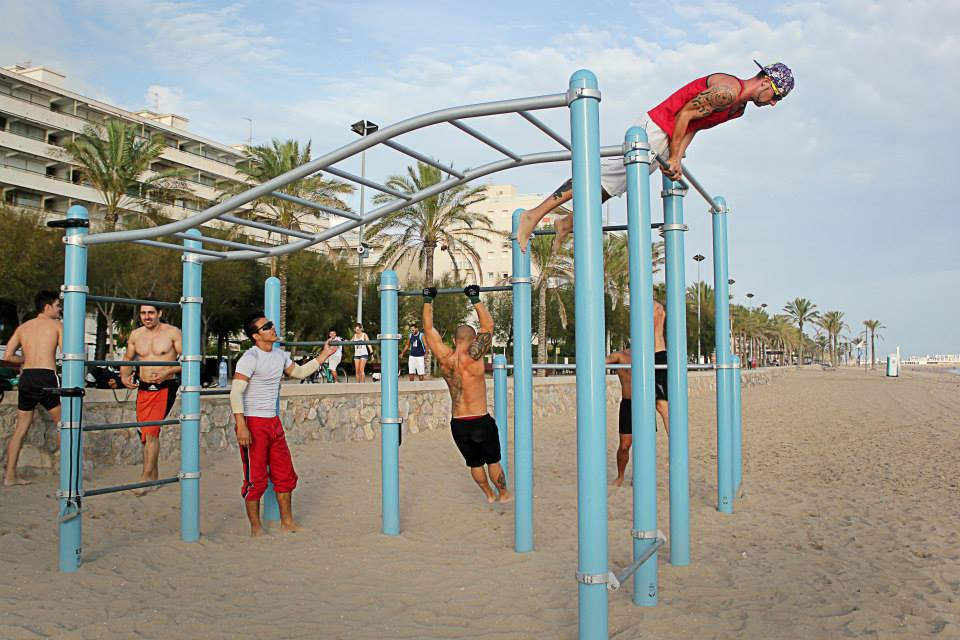
Воркаут в Іспанії.

Основним заняттям на турніку є підтягування. Людина яка займається воркаутом називається не інакше як воркаутер, термін — турнікмен, який часто вживають у засобах масової інформації, не зовсім правильний.
Є ще один вид такого тренування, який називається ґетто тренування (англ. Ghetto workout), він призначений на силове навантаження, в той час як Street workout поєднує в собі техніку і силу.

## Види воркауту
Є чотири основні напрямки у яких розвивається воркаут:
- воркаут
  - вуличний воркаут (англ. street workout)
  - ґетто воркаут (англ. ghetto workout)
- дворова гімнастика
- джимбарр
- фрістайл-бар

## Складові вуличного воркауту
- Атлетичні вправи — система вправ різного рівня складності, що сприяють підсиленню здоров'я, розвитку сили та витривалості а також формуванню атлетичної статури.
- Калістеніка (англ. Calisthenics) — комплекс простих вправ, які виконують використовуючи виключно власну вагу тіла. Ціль цих вправ — розвинути мускулатурну силу та розвинути всебічний фітнес.

## Street Workout у світі
Найвідомішими командами в світі з вуличного воркауту є такі команди як Bar-barians, BarStarzz та Bartendaz.. До їх складу входять: Jude, Zakaveli, Slik Ric, Tuface, Bolo Ben, Leitz Out, Niroc, Mad Money, Tech та інші.

### Street Workout в США
Основним ідеологом Street workout в США є «Hannibal for king».

### Street Workout в Україні
В Україні доволі давно існують спортивні майданчики на яких займались школярі, молодь і небайдужі до фізичного здоров'я люди. Вправи, які виконувалися на турніках переважно включали елементи шкільної програми (підтягування, вихід силою, підйом з переворотом, віджимання на брусах, тощо) та вільні видумані елементи. З поширенням інтернету в 2000-х рр. з'явилася можливість ділитися досвідом, демонструвати власні досягнення та знаходити однодумців у різних куточках країни та світу, що вилилося у появі одиночних та командних змагань по Street workout. В Україні одним з перших ідеологів Street workout був Денис Мінін. Денис є лідером Всеукраїнської громадської організації «Стріт Воркаут Україна». Денис Мінін почав набирати популярність восени 2009 року після того, як відео з його системою тренувань під назвою «Турник + брусья, сильный парень из Днепропетровска» було розміщено онлайн. Відео налічує понад 10 млн переглядів.

## Чемпіонат World Street Workout Championship

### 2011
Перший Світовий чемпіонат з World Street Workout Championship пройшов у Ризі, Латвія 27-28 серпня, 2011 року.
Переможцями стали:1-ше місце: Євген Козир (Харків, Україна)

### 2012
Другий Світовий чемпіонат з World Street Workout Championship пройшов у Ризі, Латвія 2-5 серпня, 2012 року.
Переможцями стали: 1-ше місце: Євген Кочерга (Одеса, Україна), 2-ге місце: Євген Козир (Харків, Україна), 3-тє місце: Микола Лобанов (Росія)